# 東京国際ユース(U-14)サッカー大会
東京国際ユースサッカー大会（とうきょうこくさいユースサッカーたいかい）は、中学生年代（第3種登録チーム）の選手を対象としたサッカーの国際大会。
第1回大会より年齢制限を14歳以下としていることから、多くの場合「東京国際ユース(U-14)サッカー大会」と表記される。

## 概要
東京都および東京都サッカー協会が主催し、2008年に第1回大会を開催。第2回大会より東京都スポーツ文化事業団も主催に加わり、毎年ゴールデンウィークに駒沢オリンピック公園総合運動場陸上競技場で行われていたが、2020年からJヴィレッジに会場が変更された。
半数以上は外国からの招待チームとなるが、東京都からは複数チームが参加する。東京都のJリーグクラブであるFC東京（第1回大会から）および東京ヴェルディ1969（第2回大会から）もジュニアユースチームを参加させている。
順位は、出場チームをグループ分けして一次リーグを行い、その成績を基に、別グループに入ったチームとの順位決定トーナメントを行って決定する。全ての参加チームの順位を決めるため一次リーグでの敗退は無く、一次リーグで下位となったチームも順位決定戦に参加する。

## 大会成績
|     | 年     | 参加チーム数 | 優勝               | 準優勝             |
| --- | ------ | ------------ | ------------------ | ------------------ |
| 01  | 2008年 | 10           | ベルリン選抜       | ソウル選抜         |
| 02  | 2009年 | 12           | サンパウロFC       | 東京ヴェルディ     |
| 03  | 2010年 | 12           | 東京ヴェルディ     | コリンチャンス     |
| 04  | 2011年 | 6            | FC東京むさし       | 東京ヴェルディ     |
| 05  | 2012年 | 16           | サントス           | 東京都トレセン選抜 |
| 06  | 2013年 | 16           | ボカ・ジュニアーズ | サントス           |
| 07  | 2014年 | 16           | ボカ・ジュニアーズ | パルメイラス       |
| 08  | 2015年 | 16           | カイロ選抜         | コリンチャンス     |
| 09  | 2016年 | 16           | ボカ・ジュニアーズ | カイロ選抜         |
| 010 | 2017年 | 20           | ボカ・ジュニアーズ | FC東京             |
| 011 | 2018年 | 20           | パルメイラス       | チェルタノヴォ     |
| 012 | 2019年 | 20           | パルメイラス       | ボカ・ジュニアーズ |
| 013 | 2022年 | 12           | 東京都トレセン選抜 | FC東京             |
| 014 | 2023年 | 12           | パルメイラス       | 宮城県トレセン     |
| 015 | 2024年 | 12           | サンパウロFC       | 宮城県トレセン     |